# Bezvěrectví v Íránu
Bezvěrectví v Íránu má dlouhou historickou tradici. Při oficiálním sčítání lidu v roce 2011 neuvedlo žádné náboženství 265 899 osob (0,3 % z celkového počtu obyvatel). Podle online průzkumu společnosti Gamaan z roku 2020 se však mnohem větší procento Íránců označilo za ateisty (8,8 %) a velká část (22,2 %) se přihlásila k tomu, že nevyznává žádné organizované náboženství, a 60 % se neoznačilo za muslimy.
Podle íránského práva se odpadnutí od šíitské víry trestá smrtí. Íránci bez vyznání nejsou vládou oficiálně uznáváni a každý občan se musí přihlásit k jednomu ze čtyř uznávaných vyznání, aby mohl využívat mnoho občanských práv. Občané Íránské islámské republiky jsou oficiálně rozděleni do čtyř kategorií: muslimové, zoroastriáni, židé a křesťané. Toto oficiální dělení ignoruje další náboženské menšiny v Íránu, zejména agnostiky, ateisty a bahá'í.

## V Íránu
Odpor k organizovanému náboženství a nevíra v islám mají v Íránu po staletí historický kontext. V 10. století n. l. se slavný perský vědec Rhazes ve svých traktátech Fī al-Nubuwwāt (O proroctvích) a Fī Ḥiyal al-Mutanabbīn (O tricích falešných proroků) proslavil odporem k náboženství a božskému zjevení proroků.
Další skepsi vůči představám o Bohu lze spatřovat v Chajjámových čtyřverších, kde je neustále zpochybňován Boží soucit a představy o posmrtném životě. Toto dílo vzniklo rovněž v 10. století.
Za vlády dynastie Pahlaví od roku 1925 až do íránské revoluce v roce 1979 byl ateismus sice oficiálně nepřijímán, ale byl tolerován. S nástupem komunismu v Rusku (severním sousedovi Íránu) a obrovskou popularitou komunistických stran v Íránu, jako byla strana Tudeh zejména na konci 40. a v 60. letech 20. století, vzrostla popularita ateismu. Například Karo Derderian, arménsko-íránský básník a bratr slavného zpěváka Viguena, proslul poezií odmítající Boha i náboženství.
Přestože ateismus byl následujícími vládami tolerován, společensky byla naprostá většina obyvatel Íránu věřící. Když se revoluce v Íránu podařila, vzhledem k tomu, že se islámské frakci revolucionářů podařilo získat naprostou kontrolu nad politickým prostředím země, stalo se bezvěrectví politickým tématem. Mehdi Bazargan poznamenal, že „považovat islám za opozici vůči íránskému nacionalismu se rovná zničení sebe sama. Popírat íránskou identitu a považovat nacionalismus za nenáboženský je nedílnou součástí protiíránského hnutí a je dílem antirevolucionářů.“
Podle Alího Rézy Ešragího náboženský tlak a nedostatečné vládnutí ze strany íránské vlády způsobily, že Íránci jsou méně nábožensky založení. Některé íránské feministky byly také označeny za ateistky.
Nenáboženská íránská mládež usiluje o umírněnou politiku íránské vlády a íránská mládež patří k politicky nejaktivnějším mezi 57 národy islámského světa. Jakožto nejneklidnější část íránské společnosti představuje mládež také jednu z největších dlouhodobých hrozeb pro současnou formu teokratické vlády. Po prezidentských volbách v roce 2009 byla mládež největším blokem zapojeným do prvního trvalého hnutí „lidové moci“ za demokratické změny v regionu, což vytvořilo novou politickou dynamiku na Blízkém východě. Írán je jednou z technicky nejvyspělejších společností v rozvojovém světě, podle odhadů má 28 milionů uživatelů internetu, v čele s mládeží. Většina mladých Íránců chce být součástí mezinárodního společenství a globalizace. V Íránu je také nejvíce mladých lidí, kteří chtějí být součástí mezinárodního společenství.

## Pronásledování
Deník The Washington Post uvedl, že Írán patří mezi třináct zemí, kde může být ateismus potrestán trestem smrti, poslední zaznamenaná legální poprava za odpadlictví od víry v Íránu se uskutečnila v roce 2014, kdy byl odsouzen a popraven Mohsen Amir-Aslani za „inovace v náboženství“ a urážku proroka Jonáše, dále bylo v poslední době za odpadlictví od víry pronásledováno, vězněno a odsouzeno k trestu smrti mnoho lidí, například Jusef Nadarchani nebo Saíd Abedini.

## Známí Íránci bez náboženského vyznání
- Armin Navabi – bývalý šíitský muslimský ateista a sekulární aktivista, spisovatel, podcaster a vloger, mimo jiné zakladatel Ateistické republiky.
- Ašraf Dehgháníová – íránská komunistická revolucionářka a členka íránské lidové guerilly Fedaj.
- Arameš Dustdar – filozof, spisovatel, vědec a bývalý vyučující filozofie na Teheránské univerzitě.
- Afšin Ellían – íránsko-nizozemský profesor práva, filozof, básník a kritik politického islámu. Je odborníkem na mezinárodní veřejné právo a filozofii práva.
- FM-2030 – v Belgii narozený íránsko-americký spisovatel, učitel, transhumanistický filozof, futurista, konzultant a sportovec
- Hadi Chorsandi – současný íránský básník a satirik. Od roku 1979 je redaktorem a autorem persky psaného satirického časopisu Askar Aka.
- Šahín Nadžafí – íránský herec, hudebník, zpěvák a skladatel
- Maryam Namazie – britsko-íránská sekularistka a aktivistka za lidská práva, komentátorka a hlasatelka.
- Mina Ahadi – íránsko-rakouská politická aktivistka
- Sádek Hedájat – íránský spisovatel, překladatel a intelektuál, známý především díky svému románu Slepá sova.

## V íránské diaspoře

### Američtí Íránci
Podle profesora Harvardovy univerzity Roberta D. Putnama je průměrný Američan íránského původu o něco méně věřící než průměrný Američan. V knize Social Movements in 20th Century Iran: Culture, Ideology, and Mobilizing Frameworks (Sociální hnutí v Íránu ve 20. století: Kultura, ideologie a mobilizační rámce) autor Stephen C. Poulson dodává, že západní myšlenky způsobují, že Íránci jsou méně náboženští.
Téměř stejný počet Američanů íránského původu se označuje za nenáboženské jako za muslimy a celá pětina z nich jsou křesťané, židé, baháisté nebo zoroastriáni. Kromě toho se počet muslimských Američanů íránského původu snížil ze 42 % v roce 2008 na 31 % v roce 2012.

### Organizace

#### Central Committee for Ex-Muslims
Nizozemsko-íránský občan Ésan Jami roku 2007 založil Central Committee for Ex-Muslims (Ústřední výbor pro bývalé muslimy) s cílem podporovat odpadlíky od víry a upozorňovat na porušování práv žen. V roce 2008 byl výbor zrušen, protože podle Ésana Jamiho bylo sympatizantům vyhrožováno, a obávali se následků členství.

#### Iranian Atheists Association
Britsko-íránská organizace Iranian Atheists Association (Asociace íránských ateistů) byla založena v srpnu 2013 v Glasgow s cílem vytvořit platformu pro íránské ateisty, která by zahájila diskusi a zpochybnila postoj současné islámské republiky k ateistům, odpadlictví a lidským právům. Rozpuštěna byla v lednu 2018.

#### Atheist Iran
Roku 2019 byla v Nizozemsku založena nezisková organizace Atheist Iran. Jejím cílem je zvyšovat povědomí a vzdělávat íránskou veřejnost v oblasti ateismu. Činí tak podporou ateistických a volnomyšlenkářských organizací v Íránu prostřednictvím propagace místních kampaní, zvyšováním povědomí o souvisejících otázkách, sponzorováním sekulárních vzdělávacích projektů a zprostředkováním interakce mezi sekulárními skupinami a jednotlivci.
Značný počet Íránců v zahraničí, zejména íránských Američanů, je agnostický nebo ateistický.